# Тријангл рејзорбекси Вејле
Тријангл рејзорбекси Вејле су клуб америчког фудбала из Вејлеа у Данској. Основани су 2000. године и своје утакмице играју на стадиону АФЦ у Вејлеу. Такмиче се тренутно у највишем рангу у Данској лиги Националиген, и Лиги шампиона.